# 劳尔·凯斯纳
劳尔·凯斯纳（1988年6月28日—），愛沙尼亞男子羽毛球運動員。

## 簡歷
2017年6月， 劳尔·凯斯纳出戰拉脫維亞羽毛球國際賽，與克里斯蒂安·卡尤兰德合作赢得男子雙打比賽冠軍。

## 主要比賽成績
只列出曾進入準決賽的國際賽事成績：
| 年份   | 賽事                 | 公開賽級別 | 項目     | 拍檔                | 成績   |
| ------ | -------------------- | ---------- | -------- | ------------------- | ------ |
| 2016年 | 立陶宛羽毛球國際賽   | 未來系列賽 | 男子雙打 | 克里斯蒂安·卡尤兰德 | 準決賽 |
| 2017年 | 拉脫維亞羽毛球國際賽 | 未來系列賽 | 男子雙打 | 克里斯蒂安·卡尤兰德 | 冠軍   |
| 2021年 | 立陶宛羽毛球國際賽   | 未來系列賽 | 男子雙打 | 克里斯蒂安·卡尤蘭德 | 準決賽 |
| 2021年 | 拉脫維亞羽毛球國際賽 | 未來系列賽 | 男子雙打 | 克里斯蒂安·卡尤蘭德 | 準決賽 |
| 2023年 | 拉脫維亞羽毛球國際賽 | 未來系列賽 | 男子雙打 | 克里斯蒂安·卡尤兰德 | 準決賽 |
| 2024年 | 芬蘭羽毛球國際賽     | 未來系列賽 | 男子雙打 | 克里斯蒂安·卡尤蘭德 | 亞軍   |
| 2024年 | 立陶宛羽毛球國際賽   | 未來系列賽 | 男子雙打 | 克里斯蒂安·卡尤蘭德 | 亞軍   |
| 2025年 | 拉脫維亞羽毛球國際賽 | 未來系列賽 | 男子雙打 | 克里斯蒂安·卡尤蘭德 | 亞軍   |
| 2025年 | 拉脫維亞羽毛球國際賽 | 未來系列賽 | 混合雙打 | 凱蒂-克雷特·凱斯納  | 準決賽 |

| 2007-2017年 | 首要超級賽 | 超級賽 | 黃金大獎賽 | 大獎賽 | 國際挑戰賽 | 國際系列賽 | 未來系列賽 | 其他 |

| 2018-2026年 | 總決賽 | 超級1000賽 | 超級750賽 | 超級500賽 | 超級300賽 | 超級100賽 | 國際挑戰賽 | 國際系列賽 | 未來系列賽 | 其他 |